# Glenea didyma
Glenea didyma é uma espécie de escaravelho da família Cerambycidae. Foi descrita por Per Olof Christopher Aurivillius em 1903 e é conhecido em Java.